# Göte Almqvist
Göte Almqvist   (Skellefteå, 25 de juny de 1921 - Skellefteå, 21 de desembre de 1994) va ser un jugador d'hoquei sobre gel suec que va competir durant la dècada de 1950.
El 1952 va prendre part en els Jocs Olímpics d'Hivern d'Oslo, on guanyà la medalla de bronze en la competició d'hoquei sobre gel. En el seu palmarès també destaquen dues medalles al Campionat del Món d'hoquei sobre gel, d'or el 1953 i de bronze el 1954. Amb la selecció sueca jugà 52 partits.
A nivell de clubs jugà tota la seva carrera a l'Skellefteå AIK, de 1949 a 1960 i una vegada retirat en fou l'entrenador.